# Wilhelm Neuwirth

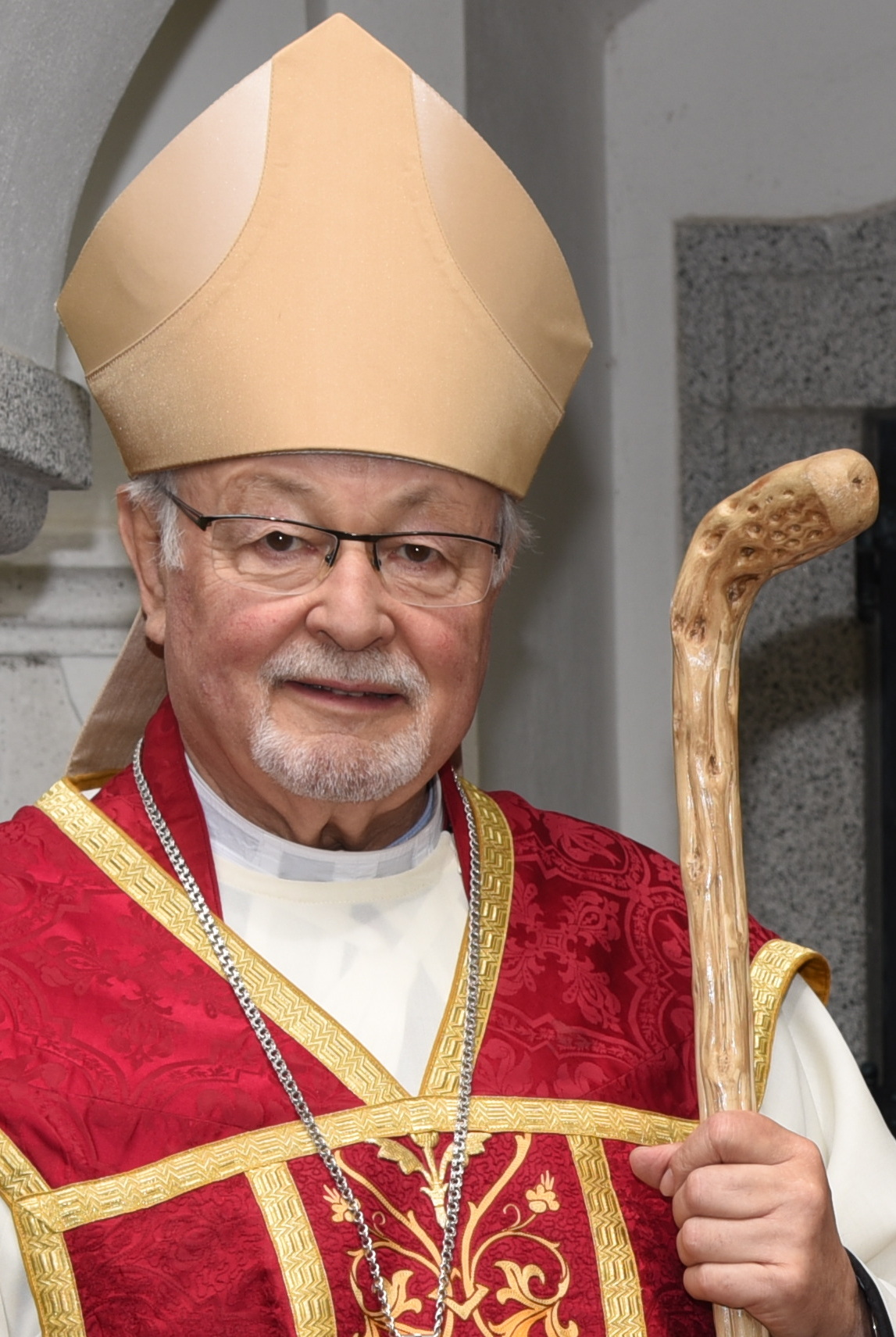
Wilhelm Neuwirth (2017)

Wilhelm Neuwirth CanReg (* 12. März 1941 in Linz, Oberösterreich; † 13. Februar 2021 ebenda) war ein österreichischer römisch-katholischer Ordenspriester, von 1977 bis 2005 56. Propst von Stift Sankt Florian und von 1987 bis 2002 Generalabt der Kongregation der österreichischen Augustiner-Chorherren.

## Leben
Neuwirth wuchs als Sohn des Schlossermeisters Wilhelm Neuwirth in Enns auf, maturierte am Stiftsgymnasium Wilhering und begann am 27. August 1960 mit sechs weiteren Kandidaten das Noviziat im Stift Sankt Florian. Nachdem er 1961 seine Profess abgelegt hatte, studierte er Theologie und Philosophie an der Universität Salzburg (1961–1963) und in der Theologischen Hauslehranstalt seines Stiftes. Am 4. Mai 1966 empfing er durch den Bischof von Linz, Franz Zauner, die Priesterweihe, um sodann in der Pfarrseelsorge zu wirken: 1966–1967 Kooperator in Ried in der Riedmark, 1967–1972 in Vöcklabruck und 1972–1977 Pfarrvikar von Linz-Kleinmünchen.
Am 17. Oktober 1977 wählte der Konvent von Stift Sankt Florian den 36-jährigen Wilhelm Neuwirth zu ihrem Propst, nachdem sein Vorgänger Johannes Zauner das Stift seit 1968 geleitet hatte. Die Benediktion spendete Franz Zauner am 26. Oktober 1977 in der Stiftskirche von Sankt Florian. Zunächst für eine Amtszeit von zehn Jahren gewählt, erfolgte 1987 die Wahl auf Lebenszeit. Von 1982 bis 1992 war Neuwirth Vorsitzender der Regionalkonferenz der Männerorden in Oberösterreich. 1984 durch den Bischof von Linz, Maximilian Aichern, zum Vertreter der männlichen Ordensgemeinschaften in seinen Priesterrat berufen, erfolgte am 8. Oktober 1987 die Wahl Neuwirths zum Generalabt der Kongregation der österreichischen Augustiner-Chorherren.
Die Amtszeit von Neuwirth war durch wirtschaftliche Umstrukturierungen und die umfangreichen Renovierungsarbeiten des Stiftes für die Oberösterreichische Landesausstellung 1986 geprägt. 1996, zum 100. Todestag von Anton Bruckner, veranlasste Neuwirth die Renovierung der Brucknerorgel und der Stiftskirche, die am 20. Mai 1996 durch Papst Johannes Paul II. in den Rang einer Basilica minor erhoben wurde. 2004 feierte das Stift Sankt Florian den 1700. Todestag seines Namensgebers, Florian von Lorch, der in diesem Jahr zum Landespatron von Oberösterreich erhoben wurde.
Im Januar 2005 trat Neuwirth aus gesundheitlichen Gründen von seinem Amt zurück. Sein Nachfolger wurde Johannes Holzinger. Nach seiner Resignation wirkte Neuwirth als Pfarrmoderator in Ansfelden. Neuwirth starb am 13. Februar 2021 im Krankenhaus der Elisabethinen Linz.

## Ehrungen
Im Jahre 2002 wurde er für seine Führung des Stiftes und die vielfältigen Funktionen in Kirche und Gesellschaft von der österreichischen Wirtschaftskammer zum Kommerzialrat ernannt.
Er war Ehrenmitglied der katholischen Studentenverbindungen K.Ö.St.V. Tillysburg zu St. Florian im MKV und KÖHV Franco-Bavaria Wien, AV Austria Innsbruck und KÖStV Severina Linz im ÖCV.